# Koparion
Koparion (Koparion douglassi) – teropod z rodziny troodonów.
Znaczenie nazwy: skalpel
Żył w epoce późnej jury (155-150 mln lat temu) na terenach Ameryki Północnej. Długość ciała ok. 90 cm, wysokość ok. 40 masa ok. 5 kg. Jego szczątki (ostry ząb) znaleziono w USA w formacji Morrison w na terenie Narodowego Pomnika Dinozaurów w stanie Utah.